# Gouvernement Mohamed Salah Mzali
Protectorat français de Tunisie
Baccouche II Ben Ammar
Le gouvernement Mohamed Salah Mzali est le dernier gouvernement tunisien nommé avant que l’autonomie interne ne soit octroyée à la Tunisie pendant le protectorat français. En butte à l’hostilité du Néo-Destour, ses membres sont jetés en prison à l’indépendance.

## Contexte
Après le proconsulat désastreux de Jean de Hauteclocque entre 1952 et 1953, le nouveau résident général de France, Pierre Voizard, est décidé à réformer les institutions pour répondre aux désirs de souveraineté des Tunisiens. Dès le 24 novembre 1953, Mohamed Salah Mzali est délégué par Lamine Bey auprès du résident général pour discuter des réformes à apporter au mode de gouvernement. Mais il paraît difficile de discuter de l’avenir du pays quand la plupart des cadres nationalistes sont en prison. Voizard en convient : Sadok Mokaddem est libéré le 8 décembre 1953. Le 1er janvier 1954, 115 nationalistes détenus à Tataouine sont libérés, parmi lesquels Me Fathi Zouhir, secrétaire général de l’assemblée des Quarante, Mohammed El Mehouri, éditeur du journal Assabah, et Mongi Slim, directeur du bureau politique du Néo-Destour. Toutefois, malgré les demandes pressantes de tous ses interlocuteurs, Voizard refuse de libérer Habib Bourguiba, toujours détenu sur l’île de La Galite.
Le 18 janvier 1954, Lamine Bey demande à Mzali de procéder à des consultations en vue de former un nouveau gouvernement. Aucun membre du Néo-Destour n’est invité à en faire partie. Mais, faute de connaître en détail le contenu des réformes négociées, beaucoup des personnalités pressenties hésitent avant de s’engager. La situation du pays est toujours instable bien que le calme soit revenu depuis le changement de résident général. La composition du gouvernement n'est finalement annoncée que le 2 mars.

## Composition
Le nouveau gouvernement est formé des personnalités suivantes :
- Mohamed Salah Mzali : grand vizir ;
- Mohamed Saadallah : ministre d’État charge des Institutions musulmanes et des Habous ;
- Mohamed Ben Salem : ministre de la Santé ;
- Tahar Lakhdar : ministre de la Justice ;
- Mohamed Hadjouj : ministre du Commerce et de l’Artisanat ;
- Abdelkader Belkhodja : ministre de l’Agriculture ;
- Chedly Ben Romdhane : ministre du Travail ;
- Noureddine Zaouche : ministre de l’Urbanisme et de l’Habitat.

Face aux huit ministres tunisiens, les directeurs français ayant rang de ministre ne sont plus que quatre (Finances, Travaux Publics, Enseignement et PTT). Il est précisé que le directeur des PTT ne participe aux délibérations que sur les questions de son ressort :
- Jean-Gaston Fraissé : directeur des finances ;
- Jean Mathieu : directeur des travaux publics ;
- Lucien Paye : directeur de l’instruction publique et des beaux-arts ;
- André Blanchard : directeur des PTT.

À partir du 29 avril 1954, Pierre Boyer de Latour du Moulin est nommé dans la double fonction de ministre de la Défense du territoire et de commandant suprême des troupes.

## Actions du gouvernement

### Contenu des réformes
Pour la première fois, les ministres tunisiens sont largement majoritaires. Dans les deux gouvernements précédents, ministres tunisiens et directeurs français étaient en effet en nombre égal. Le secrétaire général et le secrétaire général adjoint, qui auparavant contrôlaient les actes du grand vizir, ne sont plus ministres mais deviennent ses collaborateurs. Ce dernier est proclamé président du Conseil et chef du gouvernement, chargé de coordonner l’action de l’ensemble des ministères et directions, et de présider les commissions interministérielles.
Les caïds, qui auparavant recevaient leurs ordres du secrétaire général via les contrôleurs civils, sont maintenant chefs de leur circonscription et délégataires des pouvoirs du grand vizir.
L’assentiment résidentiel sur les actes du gouvernement est supprimé : le résident général ne vise plus que les décrets beylicaux.
Le Grand Conseil est remplacé par une assemblée tunisienne de 45 membres élue par un suffrage à deux degrés pour neuf ans. D’abord consultative, il est prévu qu’elle devienne délibérative. Les Français de Tunisie seront représentés auprès du résident général par une « délégation représentative des Français » comprenant 42 membres.
Un organisme représentatif des intérêts économiques, composé de onze Français et de huit Tunisiens, est également créé.
Le budget sera discuté par une assemblée budgétaire regroupant l’assemblée tunisienne, la délégation représentative des Français, et l’organisme des intérêts économiques, soit 53 Français et 53 Tunisiens.
Dans les municipalités, le poste de président, jusque-là dévolu à un Tunisien, sera maintenant attribué par un vote entre les conseillers municipaux et pourrait donc revenir à un Français. À Tunis, par contre, le président sera obligatoirement français. En outre est créé un poste de « délégué du gouvernement » ayant droit d’assister aux séances.

### Réactions aux réformes

#### Grand vizir
Pour Mohamed Salah Mzali, « le char du Protectorat était sorti de l’ornière et placé en position de rebrousser chemin vers l’indépendance ». Dans l’impossibilité d’obtenir l’autonomie interne, il adopte la politique des étapes que Bourguiba fait sienne quelques mois plus tard. C’est ce qu’il précise dans son discours d’investiture le 2 mars : 
« Votre gouvernement fera appel, pour soutenir son action, à tous ceux qui admettent la primauté de l’intérêt général par rapport aux intérêts individuels et aux intérêts des groupes. Il rappellera d’autre part aux Français vivant avec nous que si la Tunisie vise à l’autonomie interne, elle n’entend nullement porter atteinte à l’amitié qui la lie à la France. »

#### Louis Périllier
Résident général en Tunisie entre 1950 et 1951, Louis Périllier est chargé de négocier les conditions d’accès à l’autonomie interne avec le gouvernement Chenik. Il écrit dans ses mémoires : 
« Je crois pouvoir affirmer, en toute objectivité, que si j’avais été en mesure, deux ans auparavant, de proposer des réformes de cette ampleur à M. Chenik, en précisant qu’il s’agissait d’une étape vers l’autonomie interne, et en supprimant la part du texte relative à l’assemblée budgétaire mixte, ce résultat eut été accueilli avec une grande satisfaction par l’opinion tunisienne et aurait ouvert une période de détente. »

#### Rassemblement français
Les délégués du Rassemblement français de Tunisie avaient vu d’un mauvais œil la désignation d’un ancien ministre du gouvernement Chenik au poste de grand vizir. Ils avaient gardé un mauvais souvenir de l'époque où les ministres tunisiens s’étaient battus pour obtenir l’autonomie interne de la Tunisie. De surcroît, Mzali étaient de ceux qui avaient signé la plainte à l’Organisation des Nations unies. Pour eux, comme le rappelle Gabriel Puaux le 24 février, il existe une charte, « la lettre du 15 décembre, qu’il convient de respecter ».
La co-souveraineté qu’ils avaient toujours exigée n’existe plus au gouvernement où les ministres français sont maintenant largement minoritaires. La suppression de l’assentiment résidentiel sur les actes du gouvernement est également une mauvaise surprise. Leur seule satisfaction est de conserver la parité dans l’assemblée budgétaire mixte mais c’était déjà le cas dans le Grand Conseil. Certains vont jusqu’à prévoir que les Européens seraient amenés à assurer eux-mêmes le salut de l’Afrique du Nord, à l’instar de « l’Afrique du Sud qui savait résoudre au mieux des intérêts du monde chrétien des problèmes autrement cuisants ». D’autres font comprendre leur fureur à Pierre Voizard en l’accueillant à l’aéroport d’El Aouina par des injures et même des crachats.

#### Front national
Le 15 avril, les représentants des organisations politiques, économiques et syndicales ainsi que ceux des chambres économiques se réunissent à Tunis sous la présidence de Tahar Ben Ammar. Ils décident à l’unanimité de former un front national pour s’opposer aux réformes auxquelles il reproche de ne pas reconnaître la souveraineté tunisienne et de ne pas démocratiser les institutions qui restent toujours proches de la co-souveraineté.

#### Néo-Destour

##### Présentation des réformes à Bourguiba
Mohamed Salah Mzali sait que les réformes n’ont aucune chance d’être acceptées par le Néo-Destour si Habib Bourguiba s’y oppose. C’est pourquoi, dès le début de ses consultations, il insiste auprès de Pierre Voizard pour que le leader destourien soit libéré. Le résident général n’y est pas opposé mais Léon Martinaud-Déplat, ministre français de l'Intérieur dans le gouvernement Laniel, y est totalement opposé. Il propose seulement de le transférer en Corse, ce que refusent vigoureusement les Tunisiens, persuadés que les tueurs de la Main rouge y ont de solides appuis.

Mzali charge donc Abdelmejid El Mestiri de transmettre au prisonnier de La Galite les textes établis à la faveur d’un colis familial de ravitaillement. Le 28 mars, il lui envoie son fils Réchid pour avoir son avis sur les réformes : 
« Son opinion nuancée appréciait différemment les dispositions qui pouvaient être approuvées et celles qui appelaient des réserves. »

Le leader nationaliste est beaucoup plus virulent lorsqu’il évoque cette visite dans une lettre à Wassila Ben Ammar datée du 4 mai 1954 : 
« J’ai reçu la visite inopinée de Rachid Mzali venu connaître mes dispositions à l’égard de son père et de l’expérience en cours, et si possible obtenir mon adhésion ou tout au moins ma neutralité. Je lui ai dit ses quatre vérités. Il est reparti vers 17 heures (le dimanche 29 mars) plus ou moins ébranlé. Mais je ne me fais pas d’illusions. Ils sont tous bien petits.

Je lui ai dit que son père a commis une véritable trahison que n’excuse ni l’ignorance ni la contrainte. Il a marché avec nous pendant le ministère Chenik ; il a été réprimé avec nous ; il a même continué à conseiller le bey dans le sens national durant le ministère Baccouche et il n’a pas beaucoup souffert ni dans sa liberté ni dans sa chair. Il n’ignorait pas que l’enjeu de la bataille, c’est le principe de la souveraineté tunisienne menacé par la participation des Français aux institutions politiques de la Tunisie ; que tous les sacrifices consentis par le peuple, tout le sang qui a coulé, c’était pour empêcher cette participation qui réduirait à néant cette souveraineté, donnerait le coup de grâce à l’État tunisien et ferait des Tunisiens une communauté religieuse ou linguistique sans existence politique comme les juifs avant la création de l’État d’Israël, une communauté qui ne pourrait plus prétendre à l’avenir, ni à la souveraineté, ni à l’indépendance […]
Et voilà comment la défaillance d’un vieillard terrorisé par la peur de la déposition et de l’exil, conjuguée avec l’ambition vile d’un aventurier sans scrupules, risque de priver la Tunisie du seul bien qui lui reste : son statut d’État, sa qualité de personne de droit international reconnue par les traités et confirmée par l’Assemblée générale de l’O.N.U.

Du coup, ma libération est renvoyée aux calendes grecques, M. Voizard n’est pas fou pour aller libérer le vrai animateur du Parti qui pourra renverser toute la situation et compromettre sa victoire. »

##### Réactions des militants
À l’annonce des réformes, le parti se trouve divisé : le secrétaire général adjoint Hédi Nouira veut tenter l’expérience mais, mis en minorité, démissionne.
Pourtant il n’est pas le seul à se laisser tenter par l’espoir d’un règlement politique de la situation tunisienne. La signature des réformes par Lamine Bey ébranle beaucoup de Tunisiens qui se rappellent la résistance que le monarque avait opposée aux textes soumis par la résidence générale en 1952. Beaucoup se prennent alors à rêver d’une évolution vers l’autonomie interne. Mais il n’existe aucune mention dans ces réformes d’un changement futur plus proche des aspirations tunisiennes.
Le Néo-Destour se laisse également tenter par les élections qui doivent désigner une assemblée tunisienne mais il y pose des conditions le 1er mai : suffrage direct, abaissement de la majorité à 21 ans, instauration des libertés publiques et libération de Bourguiba. Le Destour dénonce la trahison du parti rival qui avait marqué son opposition formelle quelques semaines auparavant.
Mais la rue a déjà choisi de montrer son opposition : l’imposition d’un maire français à la tête de la capitale fait l’unanimité contre elle. L’absence de mention d’une évolution future désespère les Tunisiens pour qui ces réformes ne peuvent être qu’une étape vers le recouvrement de la souveraineté nationale. Enfin, ils ne comprennent pas qu’on veuille réformer le pays dans un sens qui leur soit favorable tout en laissant Bourguiba prisonnier sur son île. Dès le 17 mars, des bagarres, faisant deux morts, éclatent à Tunis à l’occasion d’une manifestation des étudiants de la Zitouna.

##### Reprise de la lutte armée
Le 22 mars, des fellagas attaquent l’autorail Sousse-Miliana entre Sbeïtla et Kasserine. Après six mois de trêve, la lutte armée reprend : le mouvement se développe et s’étend à la quasi-totalité du pays, soutenu par la majorité de la population tunisienne. On attaque les militaires et les moyens de communication mais nombreux sont aussi les Tunisiens abattus pour avoir refusé de payer les prestations en argent ou en nature ou exécutés sur le soupçon d’avoir renseigné les autorités françaises.
Le 21 mars et le 27 mars, trois Tunisiens condamnés à mort pour leur implication dans la manifestation de Moknine en février 1952, où trois gendarmes furent abattus et atrocement mutilés, sont exécutés à Séjoumi. Cela ne fait que jeter de l’huile sur le feu : entre mars et mai, les villes du Sahel et du Sud s’embrasent, et pas moins de douze affrontements armés se produisent dans les montagnes de Sidi Bouzid, Gafsa et Kasserine.
Les tueurs français de la Main rouge réapparaissent à leur tour. Le 24 mai, pour venger la mort d’un garde forestier tombé la veille sous les balles des fellagas, deux notables tunisiens, Ali et Tahar Haffouz, du village de Pichon près de Kairouan, sont assassinés dans leur voiture, criblés de balles par les occupants d’une automobile qui a aussitôt disparu. La riposte intervient deux jours plus tard, le 26 mai, sur ordre de Mongi Slim : les deux frères Bessède sont assassinés dans leur ferme à Ebba Ksour et trois membres de la famille Palombieri subissent le même sort quelques heures plus tard dans leur ferme près du Kef. C’est le choc parmi la population française de Tunisie jusque-là épargnée par les fellagas. À son retour de Paris, Pierre Voizard est hué par plusieurs centaines de manifestants et la répression militaire s’accentue. Des renforts arrivent d’Algérie, le couvre-feu est instauré et l'on constitue des groupes de combats pour protéger les colons français à qui on distribue des armes. Plus personne ne croit alors à l’option politique.

## Fin du gouvernement Mzali
Le 7 mai 1954, en Indochine, l’armée française subit l’une de ses plus lourdes défaites à Diên Biên Phu face aux forces du Việt Minh. Pour tous les peuples colonisés par la France, c’est la preuve que le colonisateur n’est pas invincible, ce que constate le général Boyer de Latour, alors commandant supérieur des troupes en Tunisie : 
« Il faut avoir été sur place pour se rendre compte à quel point le désastre de Dien Bien Phu et les pourparlers qui s’engagèrent à Genève ont porté atteinte à notre prestige dans nos territoires d’outre-mer ; tout de suite on sentit la résistance de nos adversaires se durcir malgré l’arrivée de quelques renforts. »
Devant le refus grandissant des Tunisiens pour ces réformes insuffisantes, le gouvernement français accepte enfin de lâcher du lest. Le 15 mai, à l’occasion de l’anniversaire de l’accession au trône de Lamine Bey, on libère 400 nationalistes. Le 21 mai, Bourguiba quitte enfin l’île de La Galite, mais c’est pour se retrouver sur une autre île, française celle-là, l’île de Groix, où il peut recevoir des visites. Son premier geste est de renvoyer au bey, le 27 mai, la grande croix du Nichan Iftikhar qu’il avait reçue en 1950. Le durcissement de la position de son chef est perçue par le Néo-Destour qui, le 25 mai, « estime que les conditions nécessaires à des élections loyales ne sont pas réunies ».
L’assassinat des colons du Kef jette le pays dans une atmosphère de guerre civile. Les Français craignent les fellagas, les Tunisiens craignent la Main rouge, et le gouvernement est attaqué des deux côtés. Le 29 mai, un inconnu vide son revolver sur Mohamed Salah Mzali sans l’atteindre mais un aide de camp est blessé.

Les ministres craignent maintenant pour leur vie. Ainsi, Mohamed Ben Salem témoigne le 29 mai : 
« La grande peur, la peur panique, la peur lâche se réinstalle. Les chefs et personnalités politiques se terrent et ne dorment plus chez eux. Les modérés sont pris entre deux feux. Les colons dorment groupés et s’excitent réciproquement. Et au Palais, c’est le vide complet. »

Le 16 juin 1954, on annonce la démission des ministres Saadallah, Ben Salem, Lakhdar et Zaouche. Le 17 juin, le grand vizir démissionne à son tour en se justifiant dans un communiqué : 
« Le retour aux méthodes de violence, l'incompréhension de certains groupements et le manque de réalisme des autres n'ont pas permis de faire profiter le pays des dispositions libérales du gouvernement.

Continuant à ne se soucier que de l'intérêt général, le gouvernement que je préside a donc spontanément offert au souverain et au représentant de la France de se retirer du pouvoir pour leur laisser la possibilité d'opter pour une autre politique. »
En l’absence de gouvernement, c’est le secrétaire général, Georges Dupoizat, qui assure l’intérim.

## Héritage
Le 17 août 1957 est promulguée une loi concernant les biens mal acquis. Afin qu’il ne subsiste aucun doute sur les buts visés, le rédacteur précise que seuls sont concernés « les profits réalisés avant la publication de la présente loi », et spécialement « les opérations faites directement ou indirectement par les membres des ministères Baccouche et Mzali ». L’enquête minutieuse conclut à un non-lieu le 31 mars 1958.

Ce n’est que partie remise : le 3 décembre 1957, une autre loi relative à l'indignité nationale avait été promulguée et stipulait : 
« Est coupable d'indignité nationale et frappé de la peine criminelle prévue à l'article 4 (privation des droits civiques, renvois des emplois publics, interdiction d'enseigner, etc.) tout Tunisien qui aura sciemment, entre le 18 janvier 1952 et le 31 juillet 1954, entravé ou tenté d'entraver la lutte pour l'indépendance de la Tunisie.

L'indignité nationale est constituée par le fait d'avoir sciemment apporté, durant cette période, une aide directe ou indirecte aux autorités du Protectorat ou aux pseudo-gouvernements ayant exercé leur autorité en Tunisie.

La durée de la dégradation nationale est fixée par l'arrêt de la Haute Cour de Justice »
Contrairement à la loi sur les biens mal acquis, les ministères ne sont pas nommés mais les dates ne laissent place à aucun doute.
Le 24 juin 1958, tous les membres des ministères Baccouche et Mzali sont arrêtés. Déférés devant la Haute Cour, ils sont condamnés, le 27 février 1959, à la prison, à l’indignité nationale et à la confiscation de leurs biens. Mzali est condamné à dix ans de prison ferme, Saadallah à cinq ans et les autres membres du gouvernement à trois ans.
Le 12 novembre 1959, peu après l’élection triomphale de Habib Bourguiba à la présidence de la République, tous les ministres bénéficient d’une mesure de liberté conditionnelle, mesure de clémence intervenant trop tard pour Mohamed Saadallah mort en cellule d’une crise cardiaque. Il faut attendre la loi d’amnistie du 24 mai 1966 pour que les ministres survivants voient leur condamnation effacée.